# 현대관광개발
주식회사 현대관광개발(株式會社 現代觀光開發)은 서울특별시 마포구 월드컵북로 77 (성산동)에 있는 관광버스 업체이다.

## 주요 연혁
- 2008년 10월 29일: 경기도 부천시 원미동에서 회사 설립.
- 2009년 10월 15일: 본사를 괴안동으로 이전.
- 2012년 11월 11일: 본사를 현 위치인 범박동으로 이전.
- 2013년 7월 1일: 경기도 화성시 효행로에 지점 설치.
- 2014년 1월 5일: 지점을 화성시 서신면 해양공단로로 이전.
- 2018년 11월 5일: 시내버스 운행 중단.
- 2018년 11월 6일: 상호명을 주식회사 넷버스여행사에서 주식회사 아시안하이웨이로 변경.
- 2018년 12월 25일: 상호명을 주식회사 아시안하이웨이에서 주식회사 현대관광개발로 변경.
- 2018년 12월 31일: 본점을 경기도 부천시 범안로에서 서울특별시 마포구 월드컵북로로 이전. 경기도 부천시 범안로에 부천지점 설치.
- 2019년 5월 29일: 부천지점을 현 위치인 경기도 부천시 부일로로 이전.

## 이전 운행 노선

### 직행좌석버스
- ● 8808번(KTX 셔틀버스): 송내역 ~ 광명역 (2018년 11월 5일 폐선, 2020년 3월 소신여객이 G8800번으로 재개통)

## 보유 차종
기아
- 기아 뉴 그랜버드 파크웨이
- 기아 뉴 그랜버드 블루스카이
- 기아 뉴 그랜버드 이노베이션 선샤인

자일대우버스
- 자일대우 레스타
- 자일대우 BX212 로얄-하이데커

현대자동차
- 현대 카운티
- 현대 유니버스 익스프레스 프라임
- 현대 유니버스 익스프레스 노블
- 현대 뉴 프리미엄 유니버스 프라임
- 현대 뉴 프리미엄 유니버스 노블

## 사업장 현황
- 본점: 서울특별시 마포구 월드컵북로 77, 3층 (성산동)
- 지점: 경기도 화성시 서신면 해양공단로 9-10
- 부천지점: 경기도 부천시 원미구 부일로 203, 215호 (상동, 스카이뷰자이)